# 이정 (571년)

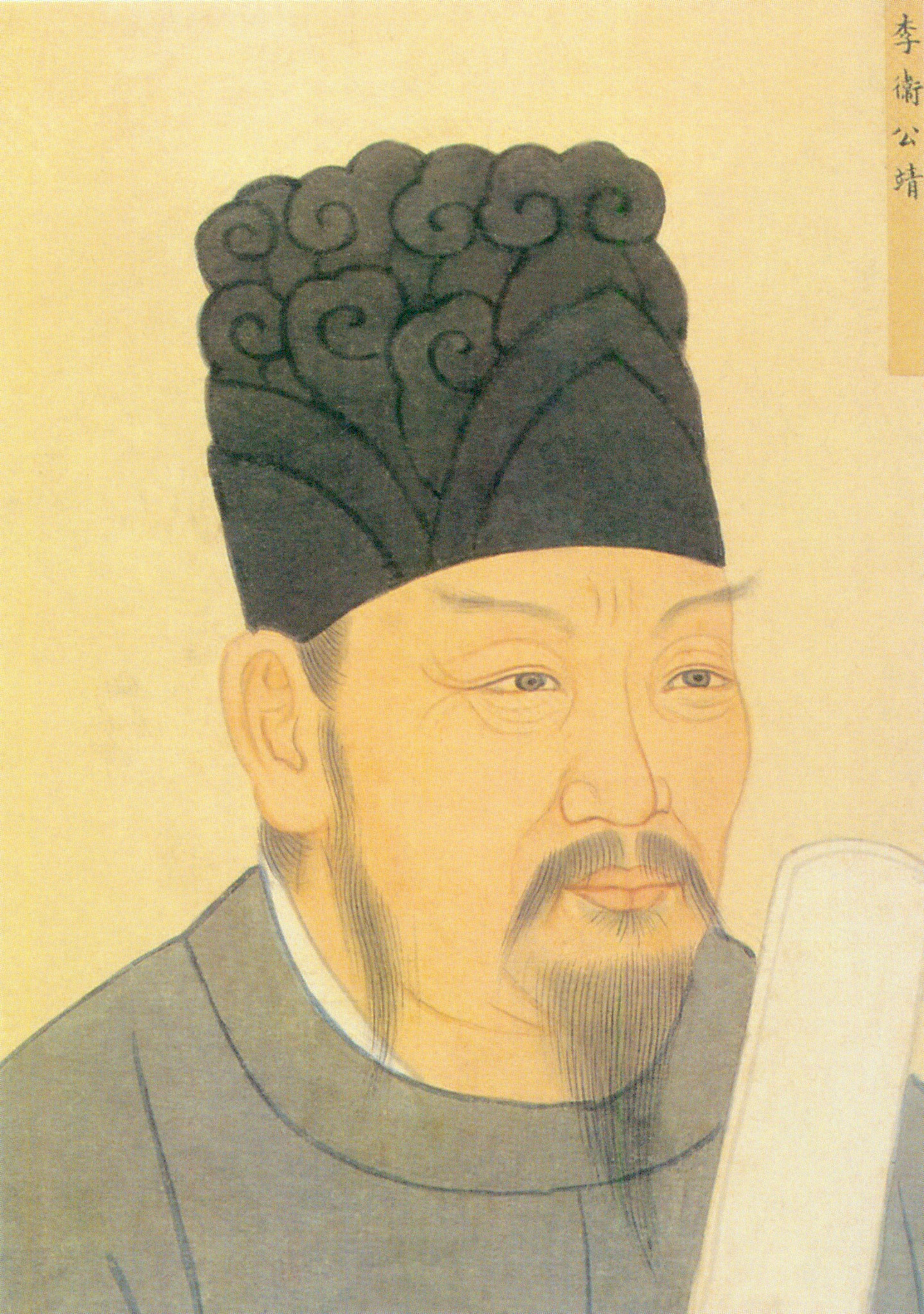

이정(李靖, 571년~649년)은 중국 당나라 초기의 명장으로, 능연각 24공신의 일원이다. 수나라 말기 군웅들이 할거할 때, 당 고조와 진왕 이세민(李世民)에게 협력하였다. 당 고조가 당나라를 건국하는 데 공을 세웠고, 이세민이 중앙 권력을 강화하기 위하여 경쟁 관계에 있던 군웅들을 평정할 때 활약하였다. 이어 행군총관(行軍摠管)이 되었다. 토욕혼(吐谷渾)의 침입을 막는 큰 공을 세워 위국공(衛國公)에 봉해졌다. 사후에 당나라 태종의 소릉(昭陵)에 배장(陪葬)되었다.
이정은 당나라의 대표적인 병서 《위공병법》(衛公兵法), 《이위공문대》(李衛公問對)를 저술하였다.

## 이정이 등장한 작품
- 《연개소문》(SBS, 2006년~2007년, 배우:김응석)

## 같이 보기
- 무경칠서(武經七書)
- 이위공문대(李衛公問對)